# 東京港フェリー埠頭
東京港フェリー埠頭（とうきょうこうフェリーふとう）は、東京港にあるフェリー埠頭の1つである。係留数334隻（港内14位）、総トン数378万0295（港内6位）、取扱貨物量777万8525トン（港内3位）。

## 施設
東京港フェリー埠頭は10号地埠頭その2の南端に位置する埠頭である。10号地埠頭その2は有明と青海の間にある埋立地の島であり、北部の有明とは有明埠頭橋で、南部の海の森（中央防波堤内側埋立地）とは東京港海の森トンネルで繋がっている。東京港フェリー埠頭は「L字型」で902メートルの岸壁があり、南からVAA・VAB・VAC・VADと呼ばれる4つのバースが設けられている。バースは東と南に2つずつ設置され、総トン数6000 - 1万3000トン級に対応している。南バースには東寄りに東京港フェリー埠頭ターミナルビル（通称：東京港フェリーターミナル）が設けられており、オーシャントランスの新門司港行きや琉球海運・近海郵船のRO-RO船が出航する。

## 歴史
1969年から1971年にかけて東京発着のフェリー航路計画が相次いで申請されるなかで、1970年8月にフェリー埠頭公社計画のプロジェクトチームが発足し、1971年に東京都から1000万円の出資を受け1972年1月に東京港フェリー埠頭公社（現・東京港埠頭）を設立。同年4月に公共岸壁の10号埠頭を借用して3バースの暫定フェリー埠頭を設置し4バース完成までの1977年まで使用、また恒久埠頭として10号地その2地区の拡張を行うこととし1974年に第一期工事として5月1日に第3-4バースと南ターミナルビル・7月1日に第2バースと東ターミナルビルが完成、1977年4月に第二期工事の一環で第1バースが完成。
ターミナル2棟と4バースの体制を構築し1982年時点で東ターミナルには第1バースに九州急行フェリー苅田貨物航路・第2バースに日本沿海フェリー・川崎近海汽船苫小牧航路（川崎近海汽船は貨物のみ）、南ターミナルには第3バースに近海郵船釧路航路とオーシャン東九フェリー徳島北九州航路・第4バースに日本高速フェリー那智勝浦高知航路の配置で貨物航路を含め6社が乗り入れていた。
その後1997年には2棟のターミナルを統合した現ターミナルビルが建設されたが、北海道航路が房総半島を迂回する非効率性から撤退や大洗港への移転が行われたことや、2001年にはブルーハイウェイラインの経営悪化による高知航路撤退もあり、2007年の商船三井フェリー・川崎近海汽船の貨物航路廃止以降フェリーターミナルビルはオーシャン東九フェリーが唯一就航するのみとなっている。
現ターミナルビルは第3バースと第4バースにギャングウェイが設置されているが、第4バースへのギャングウェイは2023年1月から解体が行われた。

## 実績

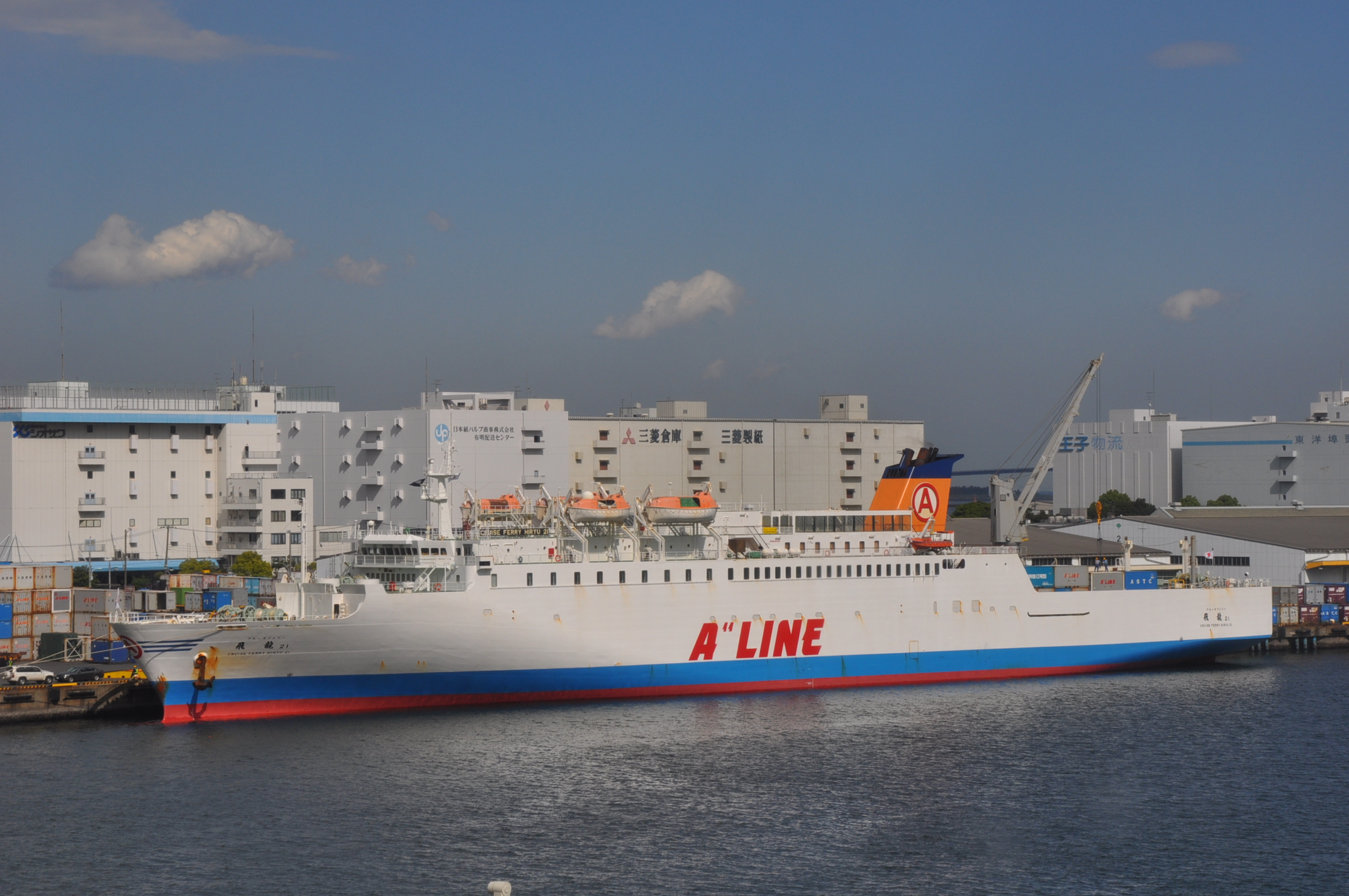
マルエーフェリー（旅客営業終了後2015年より若洲埠頭に移転）

東京港フェリー埠頭は内国貿易専用で外航船は寄航しないが、2012年に取り扱った貨物量は777万8525トンであり、東京港の総貨物量の約1割（9.4%）に及ぶ。客船の多い竹芝埠頭と比べると、貨客船の多い埠頭である。

## 就航航路
- 東京港 - 徳島港 - 新門司港
  - 1976年 - 2008年 オーシャン東九フェリー（1976年から1995年まで小倉港発着）
  - 2008年 - オーシャントランス

過去の航路
- 東京港 - 那智勝浦港 - 高知港
  - 1973年 - 1990年 日本高速フェリー
  - 1990年 - 2001年 ブルーハイウェイライン
- 東京港 - 苫小牧港
  - 1972年 - 2001年 日本沿海フェリー/ブルーハイウェイライン（1997年から1999年まで大洗港に寄港、1999年より貨物フェリーのみ運航）
  - 1975年 - 2007年 川崎近海汽船（貨物航路）
  - 2001年 - 2007年 商船三井フェリー（貨物航路）
- 東京港 - 釧路港
  - 1972年 - 1999年 近海郵船（1996年より上り便のみ十勝港に寄港）
- 東京港 - 松阪港
  - 1972年 - 1979年 フジフェリー
  - 1979年 - 1981年 九州急行フェリー
- 東京港 - 小倉港
  - 1973年 - 1976年 東九フェリー
  - 1976年 - 1977年 オーシャン東九フェリー

## 道路
- 有明埠頭連絡線、有明2号線[10]

## 東京港フェリーターミナルへのアクセス
- JRバス関東が東京駅八重洲南口（上りは日本橋口に到着） - 国際展示場駅 - 東京ビッグサイト - 東京港フェリーターミナル間の路線バスを2021年12月20日より運行している。所要時間は東京駅より35分、国際展示場駅より10分。
- 都営バス 都05-2系統・東16系統「フェリー埠頭入口」停留所より徒歩約20分（東京ビッグサイト行のみ停車。東京駅方面は「東京ビッグサイト駅前」または「武蔵野大学前」が最寄りとなる）。
  - かつては海02系統が東京港フェリーターミナルまで乗り入れていたが、2003年3月31日をもって廃止された。
- ゆりかもめ東京ビッグサイト駅より徒歩約25分、りんかい線国際展示場駅より徒歩約30分。